# 마더 앤 차일드
《마더 앤 차일드》(영어: Mother and Child)는 미국과 스페인에서 제작된 2009년 드라마 영화이다. 로드리고 가르시아가 각본과 연출을 맡고, 리사 마리아 팰콘 등이 제작에 참여하였다. 나오미 와츠, 애넷 베닝, 케리 워싱턴, 새뮤얼 L. 잭슨, 지미 스미츠 등이 출연하였다.
2009년 9월 14일 제34회 토론토 국제 영화제에서 첫 상영되었으며, 2010년 1월 23일 제26회 선댄스 영화제에서도 상영되었다. 2010년 5월 7일 미국에서 제한 개봉되었다.

## 줄거리
캐런은 14살에 낳은 딸을 가톨릭교회 기관을 통해 입양 보낸 뒤 평생 후회한다. 불안과 불신에 시달리는 캐런은 적대적인 태도를 견지해 타인과의 사귐에 어려움을 겪는다. 딸 엘리자베스는 유능한 변호사가 되었지만 혼자 있기를 선호하며 차갑고 제멋대로인 인물로 자랐다. 엘리자베스는 다니는 로펌 대표 폴과 관계를 가지다가 17살에 나팔관 수술을 받았음에도 폴의 아이를 임신한다. 한편 엄마가 되고 싶어하지만 임신을 못하는 제빵사 루시는 동일 기관을 통해 입양을 시도한다. 서로를 알지 못했던 세 사람은 종내 하나로 연결된다.

## 출연
- 나오미 와츠 - 엘리자베스 조이스 역
- 애넷 베닝 - 캐런 역
- 케리 워싱턴 - 루시 역
- 새뮤얼 L. 잭슨 - 폴 역
- 데이비드 램지 - 조지프 역
- 셔리카 엡스 - 레이 로런스 역
- 데이비드 모스 - 톰 웰러 역
- 에이미 브레너먼 - 스톤 의사 역
- 마크 블루커스 - 스티븐 역
- 칼라 갤로 - 트레이시 역
- 지미 스미츠 - 파코 역
- 브릿 로버트슨 - 바이얼릿 역
- 타티아나 알리 - 마리아 역
- 체리 존스 - 조앤 수녀 역
- 엘피디아 카리요 - 소피아 역
- S. 이페이사 머커슨 - 에이다 역
- 아메드 베스트 - 줄리언 역
- 아일린 라이언 - 노라 역
- 러타니아 리처드슨 - 캐럴 역
- 리사게이 해밀턴 - 러티샤 로런스 역
- 엘리자베스 페냐 - 어맨다 역

## 기타 제작진
- 공동 제작: 조너선 매코이
- 협력 제작: 캐런 그라치, 톰 헬러
- 배역: 하이디 레빗
- 미술: 크리스토퍼 탠던
- 세트: 리사 피셔
- 의상: 수지 디샌토
- 분장: 칼라 파머, 킴벌리 필릭스, 샨 리처즈
- 헤어: 게일 라이언
- 제작 관리: 폴 저코니비어리, 조너선 매코이, 존 포트노이
- 조감독: 줄리언 브레인, 존 매키온